# Herglotz–Zagiers funktion
Herglotz–Zagiers funktion, uppkallad efter Gustav Herglotz och Don Zagier, är funktionen
{\displaystyle F(x)=\sum _{n=1}^{\infty }\left\{{\frac {\Gamma ^{\prime }(nx)}{\Gamma (nx)}}-\log(nx)\right\}{\frac {1}{n}}.}